# Siphosturmia rafaeli
Siphosturmia rafaeli là một loài ruồi trong họ Tachinidae.